# Cheung Kin Fung
Cheung Kin Fung (chiń. trad. 張健峰, ur. 1 stycznia 1984 w Hongkongu) – piłkarz z Hongkongu grający na pozycji lewego obrońcy. Od 2017 roku jest zawodnikiem klubu Eastern Sports Club.

## Kariera klubowa
Swoją karierę piłkarską Cheung rozpoczął w klubie Yee Hope. W 1999 roku zadebiutował w jego barwach w First Division z Hongkongu. W 2000 roku przeszedł do Hong Kong Rangers. Występował w nim do 2004 roku. W 2004 roku został zawodnikiem Kitchee SC. Zdobył z nim Hong Kong Senior Challenge Shield (2005, 2006) i dwa Puchary Ligi Hongkongu (2005/2006, 2006/2007).
W 2008 roku Cheung został zawodnikiem klubu TSW Pegasus. W sezonie 2008/2009 zdobył z nim Senior Challenge Shield, a w sezonie 2009/2010 Puchar Hongkongu. Wywalczył z nim też dwa wicemistrzostwa Hongkongu (2009/2010, 2011/2012). W 2012 roku odszedł do Sun Hei SC, a na początku 2013 wrócił do Kitchee SC. Następnie grał w South China AA i Hong Kong Rangers, a w 2017 trafił do Eastern Sports Club.
| Sezon   | Klub                | Kraj     | Rozgrywki      | Mecze | Bramki |
| ------- | ------------------- | -------- | -------------- | ----- | ------ |
| 1999/00 | Yee Hope            | Hongkong | First Division | ?     | ?      |
| 2000/01 | Hong Kong Rangers   | Hongkong | First Division | 4     | 1      |
| 2001/02 | Hong Kong Rangers   | Hongkong | First Division | 0     | 0      |
| 2002/03 | Hong Kong Rangers   | Hongkong | First Division | 20    | 1      |
| 2003/04 | Hong Kong Rangers   | Hongkong | First Division | 20    | 2      |
| 2003/04 | Kitchee SC          | Hongkong | First Division | 5     | 0      |
| 2004/05 | Kitchee SC          | Hongkong | First Division | 10    | 0      |
| 2005/06 | Kitchee SC          | Hongkong | First Division | 20    | 6      |
| 2006/07 | Kitchee SC          | Hongkong | First Division | 23    | 1      |
| 2007/08 | Kitchee SC          | Hongkong | First Division | 22    | 2      |
| 2008/09 | TSW Pegasus         | Hongkong | First Division | 20    | 2      |
| 2009/10 | TSW Pegasus         | Hongkong | First Division | 14    | 1      |
| 2010/11 | TSW Pegasus         | Hongkong | First Division | 15    | 0      |
| 2011/12 | TSW Pegasus         | Hongkong | First Division | 17    | 3      |
| 2012/13 | Sun Hei SC          | Hongkong | First Division | 9     | 0      |
| 2012/13 | Kitchee SC          | Hongkong | First Division | 5     | 0      |
| 2013/14 | Kitchee SC          | Hongkong | First Division | 6     | 0      |
| 2014/15 | Kitchee SC          | Hongkong | First Division | 6     | 0      |
| 2015/16 | South China AA      | Hongkong | First Division | 15    | 1      |
| 2016/17 | South China AA      | Hongkong | First Division | 1     | 0      |
| 2016/17 | Hong Kong Rangers   | Hongkong | First Division | 16    | 0      |
| 2017/18 | Eastern Sports Club | Hongkong | First Division | 4     | 0      |

## Kariera reprezentacyjna
W reprezentacji Hongkongu Cheung zadebiutował 1 lutego 2006 roku w przegranym 0:4 meczu Carlsberg Cup 2006 z Chorwacją. W swojej karierze grał też m.in. na Igrzyskach Azjatyckich 2002 i Igrzyskach Azjatyckich 2006.